# ديسيديريوس ملك اللومبارد
ديسيديريوس كان آخر ملك على مملكة اللومبارد في شمال إيطاليا (توفي تقريبًا 786)؛ ارتبط اسمه بشارلمان الذي تزوج ابنته وغزا مملكته.